# Fráncico central
Fráncico central o franconio central (en alemán: Mittelfränkisch) es un término lingüístico que agrupa varias variedades del alemán central occidental. La zona del fráncico central abarca una amplia banda del centro-oeste de Alemania, este de Bélgica, Luxemburgo y Lorena (Francia).
El área lingüística del fráncico central no debe confundirse con la región administrativa bávara de la Franconia Media, donde se hablan dialectos fráncicos orientales.

## Subgrupos
El fráncico central suele dividirse en tres subgrupos:
- Ripuario (hablado en el estado alemán de Renania del Norte-Westfalia, en el este de Bélgica y en la parte suroriental del Limburgo neerlandés);
- Fráncico moselano (en los estados alemanes de Renania-Palatinado y Sarre, en el este de Bélgica y en la Lorena francesa);
- Luxemburgués (en Luxemburgo y áreas limítrofes de Bélgica y Francia).

En ocasiones incluye el luxemburgués dentro del fráncico moselano, y otras veces se le considera como un grupo separado. La Comunidad Germanófona de Bélgica incluye los dialectos ripuarios y fráncicos moselanos. Los dialectos fráncicos centrales forman parte del continuum renano que abarca desde el área del bajo fráncico, al noroeste, hasta la zona de los dialectos fráncicos renanos, al sureste.

## Isoglosas
La llamada línea de Benrath, que va de Eupen a Düsseldorf, se ha establecido como la línea divisoria entre los dialectos bajofráncicos y los dialectos fráncicos centrales. Todos los dialectos fráncicos centrales están al sur de esta isoglosa.